# サイモン・エマーソン
サイモン・エマーソン（Simon Emmerson、1956年3月13日 - 2023年3月13日）は、イギリスのミュージシャン、レコード・プロデューサーであった。サイモン・ブース（Simon Booth）名義でも活動。ウィークエンド、ワーキング・ウィーク、アフロ・ケルト・サウンド・システムの3つのバンドを創設した。

## 生い立ち
ロンドン生まれ。父のアラン・エマーソンは建築家でありロックバンドScrewのマネージャーでもあった。その妻マーシアは社会学の講師で、夫婦ともに共産党員だった。サイモンは父が深くかかわったフォレスト・スクール・キャンプに通い、フォークソングと自然、バードウォッチングへの愛を育んだ。

## 経歴

### ウィークエンド
1981年にアリソン・スタットンとともにウィークエンドを結成した。その際にはサイモン・ブースを名乗った。この時期にはエヴリシング・バット・ザ・ガールのデビューアルバム『エデン』にもギタリストとして参加している。

### ワーキング・ウィーク
1983年にサックス奏者のラリー・スタビンスとワーキング・ウィークを結成した。サイモン・ブース名義。このバンドは1991年に解散するまでに5枚のアルバムを発表する。
この時期にはプロデュース業も始め、マヌ・ディバンゴを手がけた。

### アフロ・ケルト・サウンド・システム
ピーター・ガブリエルの主宰するリアル・ワールド・スタジオでのセッションを経て、1995年にアフロ・ケルト・サウンド・システムを結成。
同年にはセネガル出身のバーバ・マールのアルバム Firin' in Fouta のプロデュースによりグラミー賞にノミネートされた。
ピーター・ガブリエルとは、ミレニアム・ドーム・ショウのサウンドトラック OVO: The Millennium Show （2000年）の制作でも共同作業を行なった。

### イマジンド・ビレッジ
様々なルーツを持つアーティストたちが集まったプロジェクト、ジ・イマジンド・ビレッジ（en:The Imagined Village）の主催者となり、アルバムではギターも演奏した。

### ラッシュの音楽監督
2008年には化粧品・バス用品メーカーのラッシュに音楽監督として入社して、スパで流れる音楽を制作した。
エマーソン・コーンクレイク・アンド・コンスタンティンというレコード会社を、ラッシュの共同創業者マーク・コンスタンティンと共同で設立した。

## 私生活と死
熱心なバードウォッチング愛好家であり、現代ドルイド教の信者でもあった。
ブロードウィンザーに住んだ。
2023年3月13日、67回目の誕生日を迎えた翌日に死去した。

## ディスコグラフィ

### アフロ・ケルト・サウンド・システム
- アフロ・ケルト・サウンド・システムの項を参照

### プロデュース作品
- Firin' in Fouta - バーバ・マール en:Baaba Maal (1994年)
- Witness - ショウ・オブ・ハンズ en:Show of Hands [9](2006年)
- The Imagined Village - Various (リアル・ワールド・レコーズ 2007年)